# Fabio Grosso
Fabio Grosso (Roma, 28 de noviembre de 1977) es un exfutbolista y entrenador italiano. Se desempeñaba en la posición de lateral izquierdo, y actualmente dirige al Sassuolo de la Serie B.

## Trayectoria

### Como jugador

#### Inicios
Grosso se inició en las categorías inferiores del Renato Curi Angolana, permaneciendo varias temporadas en el club hasta 1998, cuando fichó por el Calcio Chieti. Por entonces se desempeñaba como centrocampista ofensivo. Sus buenas actuaciones le valieron el salto a la élite del fútbol italiano, fichando por el Perugia en 2001. Ese año hizo su debut en la Serie A, comenzando a adaptarse una posición de carrilero izquierdo, a la vez que seguía desempeñándose como centrocampista. 

#### Palermo
Tras tres temporadas rindiendo a buen nivel, fichó en 2004 por el US Palermo, lo cual supuso una sorpresa ya que el equipo estaba en la Serie B. Tras lograr ascender con el Palermo, Grosso fue uno de los pilares de un Palermo que terminó octavo en el Calcio en la temporada 2005-06. Marcello Lippi, seleccionador de Italia, se lo llevó al Mundial 2006, el cual Italia ganaría y con un Grosso jugando todos los partidos como titular. Tras el torneo, ficharía por el Inter de Milán.

#### Inter
Llegaría al Inter por 5 millones de euros y el traspaso de Paolo Hernán Dellafiore. Realizó su debut por el Inter el 26 de agosto, disputando como titular el partido por la Supercopa de Italia 2006 frente a la Roma, siendo sustituido a los 54 minutos por Maicon. El encuentro se prolongaría hasta el tiempo extra, donde terminaría 4-3 a favor del Inter, obteniendo su primer título como jugador interista. Posteriormente el 12 de septiembre disputó su primer partido por la Liga de Campeones siendo titular en la derrota por 0-1 frente al Sporting de Lisboa, saliendo reemplazado a los 80 minutos por Javier Zanetti. El 1 de octubre anotó su primer gol como jugador neroazzurro en el empate a 1 frente al Cagliari, por la quinta fecha de la Serie A 2006-07.
El 17 de enero de 2007 anotó el segundo gol frente al Empoli en la victoria por 2-0 por el partido de vuelta de los cuartos de final de la Copa Italia 2006-07. Anotaría su segundo gol por el Inter en la Serie A el 25 de febrero en la goleada por 2-5 sobre el Catania. El 22 de abril, a falta de cinco jornadas para el final, el Inter consigue matemáticamente proclamarse campeón de la Serie A tras derrotar por 1-2 al Siena, encuentro que Grosso no disputó. Además en la Copa Italia logran llegar a la final contra la Roma; el 9 de mayo Grosso participó en la final de ida en el Estadio Olímpico de Roma entrando a los 68 minutos en reemplazo de Maxwell, pero no pudo evitar la derrota por 6-2. En el partido de vuelta realizado el 17 de mayo disputado en el Estadio Giuseppe Meazza fue suplente y el Inter ganó por 2-1, teniendo que conformarse con el segundo lugar en la Copa Italia al perder en el marcador global por 7-4. Aunque consiguió consagrarse como campeón de la temporada 2006-07 de la Serie A, Grosso se desempeñaría a lo largo de la temporada como suplente sin lograr la confianza total de su entrenador Roberto Mancini, jugando 23 partidos con 2 goles anotados en su etapa como neroazzurro durante el torneo italiano. 

#### Lyon
En julio de 2007, tras un decepcionante año en Milán, decidió mudarse a Francia fichando por el Olympique de Lyon por los próximos cuatro años a cambio de 7,5 millones de euros. Su llegada al equipo francés se vio motivada por la partida del lateral izquierdo Eric Abidal al Barcelona, siéndole asignado el dorsal «11» además de convertirse en el tercer italiano en vestir la camiseta de Les Lions. Su debut oficial se produjo el 28 de julio en la final de la Supercopa de Francia al ingresar a los 81 minutos en reemplazo de François Clerc, encuentro que finalizó con victoria por 2-1 ante el Sochaux, obteniendo así el primer título en su nuevo club. El 5 de agosto debutó en la Ligue 1 siendo titular en la victoria por 2-0 sobre el Auxerre, en la primera fecha de la temporada 2007-08. El 19 de abril anotó su primer gol por el Olympique de Lyon en la victoria por 1-2 sobre el Racing Club de Estrasburgo. El 17 de mayo en la última jornada de competencia obtuvo el título de la liga 2007-08 luego de vencer por 1-3 al Auxerre, significando la obtención del séptimo campeonato consecutivo de liga. El 24 de mayo fue titular en la obtención de la Copa de Francia tras vencer al París Saint-Germain en el Stade de France por 1-0 gracias a la solitaria anotación de Sidney Govou en el tiempo extra a los 102 minutos del partido, siendo la primera Copa de Francia desde 1973 que obtenía el club lionés. Con el conjunto lionés, Grosso consiguió recuperar su nivel siendo el lateral izquierdo titular del equipo dirigido por Alain Perrin en la Liga de Campeones y en la Ligue 1, siendo uno de los jugadores más regulares en la obtención del título de liga con 30 partidos disputados y una anotación. Además de la obtención de la Ligue 1, destacó la consecución de la Supercopa y la Copa de Francia. 
En su segunda temporada, se vio lastrado por las lesiones que limitaron sus apariciones en las competencias que disputó el Olympique de Lyon al mando del francés Claude Puel. Inició la temporada 2008-09 disputando el 2 de agosto la Supercopa de Francia 2008 frente al Girondins de Burdeos, en la cual tras igualar sin goles en el tiempo reglamentario se tuvo que recurrir a la definición a penales; Grosso fallaría su lanzamiento y su equipo tendría que conformarse con el segundo lugar tras perder la definición por 5-4. El 18 de octubre anotó en el empate a 2 frente al LOSC Lille por la novena fecha de la Ligue 1 2008-09. A diferencia de la primera temporada, este año culminó con el Olympique de Lyon sin conseguir ningún título, culminando en el tercer lugar de la Ligue 1. Debido a las lesiones, Grosso participó en solo 22 partidos de liga con un gol anotado, rumoreándose fuertemente con su retorno a la Serie A durante el verano de 2009.
Entremedio de las especulaciones, Grosso se mantuvo en el plantel cuando se inició la temporada 2009-10, siendo desplazado de la alineación titular tras la llegada del lateral izquierdo Aly Cissokho. Tras ser suplente los dos anteriores partidos, el 22 de agosto disputó su primer partido en la temporada 2009-10 siendo titular en la victoria por 0-3 sobre el Auxerre por la tercera fecha de la Ligue 1. A pesar de esto, se siguió especulando un posible traspaso a la Juventus de Turín antes que terminara el mercado de fichajes.

#### Juventus
En 2009 se hizo oficial su regreso a Italia al fichar por la Juventus de Turín. Por 2 millones de euros, Grosso recaló en el conjunto bianconero, logrando afianzarse en la titularidad. Para la temporada 2010-11, Paolo De Ceglie le ganó la titularidad y no sería ni convocado para jugar la UEFA Europa League. Su contrato con la Juventus terminó en el verano de 2012 y en diciembre de 2012, el no encontrar nuevo equipo y sus frecuentes lesiones hicieron que decidiera retirarse.

### Como entrenador
Grosso debutó como entrenador en 2014 en el banquillo de la Juventus Primavera.
Tras tres años entrenando en las categorías inferiores de la Juventus, en junio de 2017 firmó con el S. S. C. Bari de la Serie B. Un año más tarde, tras haber clasificado al Bari para la promoción de ascenso, fichó por el Hellas Verona, equipo que acababa de descender de la Serie A. El 1 de mayo de 2019 fue despedido tras perder 2-3 ante el Livorno Calcio.
El 5 de noviembre de 2019 le llegó la oportunidad de estrenarse en un banquillo de la Serie A tras sustituir a Eugenio Corini en el Brescia. Tras tres partidos, con un balance de tres derrotas con cero goles a favor y diez en contra, el 2 de diciembre fue destituido y reemplazado por su predecesor.
Su siguiente experiencia se produjo en Suiza, donde dirigió al FC Sion desde el 25 de agosto de 2020 hasta su despido el 5 de marzo de 2021.
El 23 de marzo de 2021, Grosso fue nombrado entrenador del Frosinone.Ganó la Serie B 2022-23, tras lo cual expiró su contrato y fue reemplazado por Eusebio Di Francesco.
El 16 de septiembre de 2023, Grosso fue anunciado como nuevo entrenador del Olympique de Lyon, un antiguo club suyo como jugador. Sin embargo, el 30 de noviembre de 2023, se anunció su marcha de la entidad a causa de los malos resultados.
En junio de 2024, fue confirmado como entrenador del Sassuolo de cara a la temporada 2024-25. El 12 de abril de 2025, obtuvo el ascenso a la Serie A, a falta de cinco jornadas para el final, después del empate entre el Spezia y el Mantova.

## Selección nacional

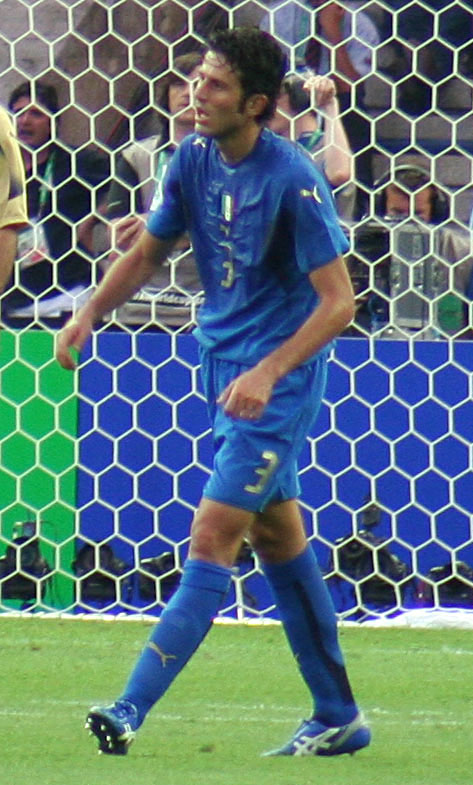
Grosso con la.

Ha sido internacional con la selección de fútbol de Italia en 48 ocasiones y ha marcado 4 goles. Debutó el 30 de abril de 2003 bajo la dirección técnica de Giovanni Trapattoni, en un encuentro amistoso ante la selección de Suiza que finalizó con marcador de 2-1 a favor de los italianos. Durante la gestión de Trapattoni, Grosso fue nominado de manera esporádica, quedando fuera del plantel que disputó la Eurocopa 2004 realizada en Portugal. 
Tras más de un año sin ser convocado, en marzo de 2005 fue llamado por Marcello Lippi a la selección italiana, siendo titular en el amistoso disputado en Padua el 30 de marzo frente a Islandia, que terminó en un empate sin goles. El 4 de junio jugó su primer partido oficial siendo titular en el empate sin goles frente a Noruega por las clasificatorias al Mundial de Alemania 2006. Tras esto, poco a poco comenzó a ser considerado como titular por Marcello Lippi como lateral izquierdo, provocando el cambio hacia la banda derecha de Gianluca Zambrotta. El 3 de septiembre anotó su primer gol con la azzurra frente a Escocia en el empate a 1 por las Clasificatorias al Mundial de Alemania 2006. En la fase de clasificación disputó 5 partidos siendo en todos titular, logrando la clasificación al Mundial tras lograr el primer lugar del Grupo 5 con 23 unidades.
En mayo de 2006 fue confirmado por Marcello Lippi en la lista de 23 jugadores que representarán a Italia en la Copa Mundial de Fútbol de 2006 en Alemania. Debido a la lesión de Gianluca Zambrotta, fue titular el 12 de junio en el primer partido frente a Ghana que terminó en victoria por 2-0. Luego de no ver acción en el segundo partido frente a Estados Unidos que resultó en empate a 1, fue titular en el último partido de la fase de grupos frente a República Checa que culminó en una victoria por 0-2, logrando la clasificación en el primer lugar del Grupo E con 7 unidades. Comenzó a mostrarse como un jugador determinante para la azzurra en el certamen tras su actuación el 26 de junio frente al seleccionado de Australia en los octavos de final. El árbitro Luis Medina Cantalejo cobró una polémica falta en el área penal de Lucas Neill sobre Grosso en el minuto 93, lo que provocaría la anotación de Francesco Totti desde los 11 metros y así la victoria italiana. Sin embargo, las imágenes le dieron razón al árbitro, Grosso acentuó la caída pero Neill en deslizamiento golpeó el jugador italiano a la pierna, antes con el brazo y después con el cuerpo, haciéndolo tropezar y caer. En los cuartos de final, disputó todo el encuentro en que Italia derrotó por 3-0 a Ucrania. En las semifinales contra la anfitriona, Alemania, anotó un gol en el minuto 119 del tiempo extra, después de recibir un pase de Andrea Pirlo, logrando acceder a la final tras ganar finalmente por 0-2. El 9 de julio fue titular en la final ante Francia disputada en el Estadio Olímpico de Berlín. El tiempo reglamentario acabó con empate a uno, teniéndose que disputar la tanda de penaltis, donde Grosso anotó el último lanzamiento para darle la victoria a la Azzurra por 5-3. De esta manera, Italia se proclamó campeón del mundo, con Grosso siendo parte fundamental del equipo dirigido por Marcello Lippi, disputando seis partidos con un gol anotado en la competición. 
Dos años más tarde participó en la Eurocopa 2008, donde la selección azzurra fue eliminada en los cuartos de final por España que finalmente resultó campeona del torneo. Fue incluido en la plantilla que participó en la Copa FIFA Confederaciones 2009 participando en dos encuentros.
Para la Copa Mundial de Fútbol 2010, Grosso fue llamado a los entrenamientos previos por el técnico Marcello Lippi junto a sus compañeros Gianluigi Buffon, Giorgio Chiellini, Fabio Cannavaro, Nicola Legrottaglie, Mauro Camoranesi, Antonio Candreva, Claudio Marchisio y Vincenzo Iaquinta el 4 y 5 de mayo, además de ser incluido en la pre-nómina de 30 jugadores anunciada el 11 de mayo para el Mundial a disputarse en Sudáfrica. Sin embargo, quedó fuera de la lista final en el segundo entrenamiento junto a Candreva.

### Participaciones en Copas del Mundo
| Copa              | Sede     | Resultado | Partidos | Goles |
| ----------------- | -------- | --------- | -------- | ----- |
| Copa Mundial 2006 | Alemania | Campeón   | 6        | 1     |

### Participaciones en Eurocopas
| Copa          | Sede            | Resultado        | Partidos | Goles |
| ------------- | --------------- | ---------------- | -------- | ----- |
| Eurocopa 2008 | Austria · Suiza | Cuartos de final | 4        | 0     |

### Participaciones en Copa Confederaciones
| Copa                      | Sede      | Resultado    | Partidos | Goles |
| ------------------------- | --------- | ------------ | -------- | ----- |
| Copa Confederaciones 2009 | Sudáfrica | Primera fase | 2        | 0     |

## Clubes y estadísticas

### Como jugador
| Club | Div.          | Temporada     | Liga  | Liga  | Copas nacionales(1) | Copas nacionales(1) | Torneos internacionales(2) | Torneos internacionales(2) | Otros(3) | Otros(3) | Total | Total |
| Club | Div.          | Temporada     | Part. | Goles | Part.               | Goles               | Part.                      | Goles                      | Part.    | Goles    | Part. | Goles |
| --- | ------------- | ------------- | ----- | ----- | ------------------- | ------------------- | -------------------------- | -------------------------- | -------- | -------- | ----- | ----- |
| Renato Curi Angolana · Italia | 5.ª           | 1994-95       | 18    | 2     | —                   | —                   | —                          | —                          | —        | —        | 18    | 2     |
| Renato Curi Angolana · Italia | 5.ª           | 1995-96       | 28    | 11    | —                   | —                   | —                          | —                          | —        | —        | 28    | 11    |
| Renato Curi Angolana · Italia | 5.ª           | 1996-97       | 30    | 15    | —                   | —                   | —                          | —                          | —        | —        | 30    | 15    |
| Renato Curi Angolana · Italia | 5.ª           | 1997-98       | 32    | 19    | —                   | —                   | —                          | —                          | —        | —        | 32    | 19    |
| Renato Curi Angolana · Italia | 4.ª           | 1998-99       | 17    | 8     | —                   | —                   | —                          | —                          | —        | —        | 17    | 8     |
| Renato Curi Angolana · Italia | Total club    | Total club    | 125   | 55    | —                   | —                   | —                          | —                          | —        | —        | 125   | 55    |
| Calcio Chieti · Italia | 4.ª           | 1998-99       | 12    | 4     | —                   | —                   | —                          | —                          | —        | —        | 12    | 4     |
| Calcio Chieti · Italia | 4.ª           | 1999-00       | 25    | 4     | —                   | —                   | —                          | —                          | —        | —        | 25    | 4     |
| Calcio Chieti · Italia | 4.ª           | 2000-01       | 31    | 9     | —                   | —                   | —                          | —                          | —        | —        | 31    | 9     |
| Calcio Chieti · Italia | Total club    | Total club    | 68    | 17    | —                   | —                   | —                          | —                          | —        | —        | 68    | 17    |
| A. C. Perugia · Italia | 1.ª           | 2001-02       | 24    | 1     | 4                   | 0                   | —                          | —                          | —        | —        | 28    | 1     |
| A. C. Perugia · Italia | 1.ª           | 2002-03       | 30    | 4     | 5                   | 0                   | —                          | —                          | —        | —        | 35    | 4     |
| A. C. Perugia · Italia | 1.ª           | 2003-04       | 13    | 2     | 4                   | 0                   | 11                         | 0                          | —        | —        | 28    | 2     |
| A. C. Perugia · Italia | Total club    | Total club    | 67    | 7     | 13                  | 0                   | 11                         | 0                          | —        | —        | 91    | 7     |
| U. S. Palermo · Italia | 2.ª           | 2003-04       | 21    | 1     | —                   | —                   | —                          | —                          | —        | —        | 21    | 1     |
| U. S. Palermo · Italia | 1.ª           | 2004-05       | 36    | 1     | 2                   | 0                   | —                          | —                          | —        | —        | 38    | 1     |
| U. S. Palermo · Italia | 1.ª           | 2005-06       | 33    | 0     | 6                   | 0                   | 8                          | 0                          | —        | —        | 47    | 0     |
| U. S. Palermo · Italia | Total club    | Total club    | 90    | 2     | 8                   | 0                   | 8                          | 0                          | —        | —        | 106   | 2     |
| Inter de Milán · Italia | 1.ª           | 2006-07       | 23    | 2     | 5                   | 1                   | 6                          | 0                          | 1        | 0        | 35    | 3     |
| Olympique de Lyon Francia | 1.ª           | 2007-08       | 30    | 1     | 5                   | 0                   | 7                          | 0                          | 1        | 0        | 43    | 1     |
| Olympique de Lyon Francia | 1.ª           | 2008-09       | 22    | 1     | 2                   | 0                   | 6                          | 0                          | 1        | 0        | 31    | 1     |
| Olympique de Lyon Francia | 1.ª           | 2009-10       | 1     | 0     | —                   | —                   | —                          | —                          | —        | —        | 1     | 0     |
| Olympique de Lyon Francia | Total club    | Total club    | 53    | 2     | 7                   | 0                   | 13                         | 0                          | 2        | 0        | 75    | 2     |
| Juventus · Italia | 1.ª           | 2009-10       | 26    | 2     | 2                   | 0                   | 8                          | 0                          | —        | —        | 36    | 2     |
| Juventus · Italia | 1.ª           | 2010-11       | 19    | 0     | 2                   | 0                   | 0                          | 0                          | —        | —        | 21    | 0     |
| Juventus · Italia | 1.ª           | 2011-12       | 2     | 0     | 0                   | 0                   | —                          | —                          | —        | —        | 2     | 0     |
| Juventus · Italia | Total club    | Total club    | 47    | 2     | 4                   | 0                   | 8                          | 0                          | —        | —        | 59    | 2     |
| Total carrera | Total carrera | Total carrera | 473   | 87    | 37                  | 1                   | 46                         | 0                          | 3        | 0        | 559   | 88    |
| (1) Incluye datos de la Copa Italia y Copa de Francia. (2) Incluye datos de la Copa Intertoto de la UEFA, Copa de la UEFA, Liga de Campeones de la UEFA y Liga Europa de la UEFA. (3) Incluye datos de la Supercopa de Italia y Supercopa de Francia. |               |               |       |       |                     |                     |                            |                            |          |          |       |       |

### Como entrenador
| Equipo                    | Div.                | Temporada           | Liga  | Liga | Liga | Liga | Liga |       | Copa | Copa | Copa | Copa  |   | Internacional | Internacional | Internacional | Internacional | Internacional |   | Otros | Otros | Otros | Otros |    | Totales     | Totales | Totales | Totales | Totales | Totales | Totales | Totales |
| Equipo                    | Div.                | Temporada           | Part. | G    | E    | P    | Pos. | Part. | G    | E    | P    | Part. | G | E             | P             | Pos.          | Part.         | G             | E | P     | Part. | G     | E     | P  | Rendimiento | GF      | GC      | Dif.    |         |         |         |         |
| ------------------------- | ------------------- | ------------------- | ----- | ---- | ---- | ---- | ---- | ----- | ---- | ---- | ---- | ----- | - | ------------- | ------------- | ------------- | ------------- | ------------- | - | ----- | ----- | ----- | ----- | -- | ----------- | ------- | ------- | ------- | ------- | ------- | ------- | ------- |
| SSC Bari · Italia         | 2.ª                 | 2017-18             | 42    | 18   | 13   | 11   | 7.º  | 3     | 2    | 0    | 1    | -     | - | -             | -             | -             | 1             | 0             | 1 | 0     | 46    | 20    | 14    | 12 | 53.62%      | 64      | 55      | +9      |         |         |         |         |
| SSC Bari · Italia         | Total               | Total               | 42    | 18   | 13   | 11   | -    | 3     | 2    | 0    | 1    | -     | - | -             | -             | -             | 1             | 0             | 1 | 0     | 46    | 20    | 14    | 12 | 53.62%      | 64      | 55      | +9      |         |         |         |         |
| Hellas Verona · Italia    | 2.ª                 | 2018-19             | 34    | 12   | 13   | 9    | Inc. | 2     | 1    | 0    | 1    | -     | - | -             | -             | -             | -             | -             | - | -     | 36    | 13    | 13    | 10 | 48.15%      | 51      | 45      | +6      |         |         |         |         |
| Hellas Verona · Italia    | Total               | Total               | 34    | 12   | 13   | 9    | -    | 2     | 1    | 0    | 1    | -     | - | -             | -             | -             | -             | -             | - | -     | 36    | 13    | 13    | 10 | 48.15%      | 51      | 45      | +6      |         |         |         |         |
| Brescia · Italia          | 1.ª                 | 2019-20             | 3     | 0    | 0    | 3    | Inc. | -     | -    | -    | -    | -     | - | -             | -             | -             | -             | -             | - | -     | 3     | 0     | 0     | 3  | 0%          | 0       | 10      | -10     |         |         |         |         |
| Brescia · Italia          | Total               | Total               | 3     | 0    | 0    | 3    | -    | -     | -    | -    | -    | -     | - | -             | -             | -             | -             | -             | - | -     | 3     | 0     | 0     | 3  | 0%          | 0       | 10      | -10     |         |         |         |         |
| Sion · Suiza              | 1.ª                 | 2020-21             | 23    | 4    | 10   | 9    | Inc. | 2     | 1    | 0    | 1    | -     | - | -             | -             | -             | -             | -             | - | -     | 25    | 5     | 10    | 10 | 33.33%      | 30      | 40      | -10     |         |         |         |         |
| Sion · Suiza              | Total               | Total               | 23    | 4    | 10   | 9    | -    | 2     | 1    | 0    | 1    | -     | - | -             | -             | -             | -             | -             | - | -     | 25    | 5     | 10    | 10 | 33.33%      | 30      | 40      | -10     |         |         |         |         |
| Frosinone · Italia        | 2.ª                 | 2020-21             | 8     | 3    | 3    | 2    | 10.º | -     | -    | -    | -    | -     | - | -             | -             | -             | -             | -             | - | -     | 8     | 3     | 3     | 2  | 50%         | 10      | 6       | +4      |         |         |         |         |
| Frosinone · Italia        | 2.ª                 | 2021-22             | 38    | 15   | 13   | 10   | 9.º  | 1     | 0    | 1    | 0    | -     | - | -             | -             | -             | -             | -             | - | -     | 39    | 15    | 14    | 10 | 50.43%      | 59      | 46      | +13     |         |         |         |         |
| Frosinone · Italia        | 2.ª                 | 2022-23             | 38    | 24   | 8    | 6    | 1.º  | 1     | 0    | 0    | 1    | -     | - | -             | -             | -             | -             | -             | - | -     | 39    | 24    | 8     | 7  | 68.38%      | 65      | 29      | +36     |         |         |         |         |
| Frosinone · Italia        | Total               | Total               | 84    | 42   | 24   | 18   | -    | 2     | 0    | 1    | 1    | -     | - | -             | -             | -             | -             | -             | - | -     | 86    | 42    | 25    | 19 | 58.53%      | 134     | 81      | +53     |         |         |         |         |
| Olympique de Lyon Francia | 1.ª                 | 2023-24             | 7     | 1    | 2    | 4    | Inc. | -     | -    | -    | -    | -     | - | -             | -             | -             | -             | -             | - | -     | 7     | 1     | 2     | 4  | 23.81%      | 6       | 11      | -5      |         |         |         |         |
| Olympique de Lyon Francia | Total               | Total               | 7     | 1    | 2    | 4    | -    | -     | -    | -    | -    | -     | - | -             | -             | -             | -             | -             | - | -     | 7     | 1     | 2     | 4  | 23.81%      | 6       | 11      | -5      |         |         |         |         |
| Sassuolo · Italia         | 2.ª                 | 2024-25             | 38    | 25   | 7    | 6    | 1.º  | 3     | 2    | 0    | 1    | -     | - | -             | -             | -             | -             | -             | - | -     | 41    | 27    | 7     | 7  | 71.54%      | 83      | 45      | +38     |         |         |         |         |
| Sassuolo · Italia         | 1.ª                 | 2025-26             | 0     | 0    | 0    | 0    | -    | 1     | 1    | 0    | 0    | -     | - | -             | -             | -             | -             | -             | - | -     | 1     | 1     | 0     | 0  | 100%        | 1       | 0       | +1      |         |         |         |         |
| Sassuolo · Italia         | Total               | Total               | 38    | 25   | 7    | 6    | -    | 4     | 3    | 0    | 1    | -     | - | -             | -             | -             | -             | -             | - | -     | 42    | 28    | 7     | 7  | 72.23%      | 84      | 45      | +39     |         |         |         |         |
| Total en su carrera       | Total en su carrera | Total en su carrera | 231   | 102  | 69   | 60   | -    | 13    | 7    | 1    | 5    | -     | - | -             | -             | -             | 1             | 0             | 1 | 0     | 245   | 109   | 71    | 65 | 54.15%      | 369     | 287     | +82     |         |         |         |         |
| 1. 2.                     |                     |                     |       |      |      |      |      |       |      |      |      |       |   |               |               |               |               |               |   |       |       |       |       |    |             |         |         |         |         |         |         |         |

#### Resumen por competiciones
| Competición        | Partidos | Ganados | Empatados | Perdidos | %      | Resultado        |
| ------------------ | -------- | ------- | --------- | -------- | ------ | ---------------- |
| Serie B            | 199      | 97      | 58        | 44       | 58.46% | Campeón          |
| Serie A            | 3        | 0       | 0         | 3        | 0%     | 20.º lugar       |
| Copa Italia        | 11       | 6       | 1         | 4        | 57.58% | Octavos de final |
| Superliga de Suiza | 23       | 4       | 10        | 9        | 31.88% | 9.º lugar        |
| Copa de Suiza      | 2        | 1       | 0         | 1        | 50%    | Octavos de final |
| Ligue 1            | 7        | 1       | 2         | 4        | 23.81% | 18.º lugar       |
| TOTAL              | 245      | 109     | 71        | 65       | 54.15% | 2 Títulos        |

## Palmarés

### Como jugador

#### Campeonatos nacionales
| Título               | Club              | País    | Año  |
| -------------------- | ----------------- | ------- | ---- |
| Serie C2             | Calcio Chieti     | Italia  | 2001 |
| Serie B              | U. S. Palermo     | Italia  | 2004 |
| Supercopa de Italia  | Inter de Milán    | Italia  | 2006 |
| Serie A              | Inter de Milán    | Italia  | 2007 |
| Supercopa de Francia | Olympique de Lyon | Francia | 2007 |
| Ligue 1              | Olympique de Lyon | Francia | 2008 |
| Copa de Francia      | Olympique de Lyon | Francia | 2008 |
| Serie A              | Juventus          | Italia  | 2012 |

#### Campeonatos internacionales
| Título                    | Club                | Sede       | Año  |
| ------------------------- | ------------------- | ---------- | ---- |
| Copa Intertoto de la UEFA | A. C. Perugia       | Wolfsburgo | 2003 |
| Copa Mundial de Fútbol    | Selección de Italia | Alemania   | 2006 |

#### Condecoraciones
| Condecoración                                           | Año  |
| ------------------------------------------------------- | ---- |
| Oficial de la Orden al Mérito de la República Italiana. | 2006 |

### Como entrenador

#### Campeonatos nacionales
| Título  | Club      | País   | Año     |
| ------- | --------- | ------ | ------- |
| Serie B | Frosinone | Italia | 2022-23 |
| Serie B | Sassuolo  | Italia | 2024-25 |